# Theodoxus velascoi
Theodoxus velascoi es una especie de caracol operculado acuático esférico de la familia Neritidae.

## Descripción
Estos caracoles son pequeños, midiendo algo más de un centímetro de diámetro. La concha es subesférica, uniforme y sólida. La concha tiene 4 vueltas hasta el ápice; estas están marcadas de forma uniforme y sin surcos. El ápice sale hacia el lado derecho de la concha. El cuerpo es de un color gris uniforme. La concha es de color negro, con líneas blancas que rayan este caracol en el sentido de las vueltas. Suele haber 2 líneas.

## Distribución y ecología.
Se distribuye y vive en aguas limpias en el cauce del Río Verde de Valencia y sus afluentes. Viven agarrados a objetos duros del sustrato, tales como piedras y conchas, donde se alimentan. Estos caracoles viven con sus numerosos huevos de los que finalmente solo eclosiona uno. Estos son predados por el ostrácodo Cypridopsis vidua.